# Léon Gaston Seurat
Léon Gaston Seurat (geb. 27. April 1872 in Châlons-sur-Marne; gest. 5. Juli 1949 in Bir Mourad Raïs in der Provinz Algier) war ein französischer Zoologe und Parasitologe. Er hat sich besonders um die Erforschung der Parasitenfauna Französisch-Polynesiens und Nordafrikas verdient gemacht.

## Leben
Bereits während seines Studiums weilte Seurat zu Forschungsaufenthalten 1896 bis 1897 in Mexiko und 1899 in Tunesien. 1899 wurde er mit einer Arbeit über insektenfressende Hautflügler zum Doktor der Naturwissenschaften an der Faculté des sciences de Paris promoviert. Anschließend übernahm er die Funktion eines Professors für allgemeine Zoologie an der Faculté des sciences in Algier. Als Direktor der zoologischen Station Algier und der Station für Aquakultur und Fische in Castiglione (heute Bou Ismaïl) übernahm er auch den Posten als technischer Inspektor für Meeresfische. Auf Expeditionen nach Tahiti und zum Tuamotu-Archipel studierte er zwischen 1902 und 1905 die Meeresfauna, Geologie und Ethnographie der Region. Zwischen 1906 und 1932 unternahm er zahlreiche weitere Expeditionen in die Hochplateaus der Sahara, den Golf von Gabès und die Sedimentbecken Nordafrikas. 1928 nahm er an einer wissenschaftlichen Mission nach Ahaggar teil.
1932 wurde Léon Gaston Seurat zum korrespondierenden Mitglied der Académie des sciences coloniales gewählt, darüber hinaus auch zum korrespondierenden Mitglied der Société de biologie de Paris und des Muséum national d’histoire naturelle. Er wurde zum Offizier der Ehrenlegion und 1899, 1900 und 1906 zum Laureaten der Académie des sciences berufen. Nach Seurat sind einige Arten und höhere Taxa (beispielsweise die Spulwurmfamilie Seuratidae) benannt.